# Рот (Округ Ландсберг)
Рот (њем. Rott) општина је у њемачкој савезној држави Баварска. Једно је од 31 општинског средишта округа Ландсберг ам Лех. Према процјени из 2010. у општини је живјело 1.486 становника. Посједује регионалну шифру (AGS) 9181137.

## Географски и демографски подаци
Рот се налази у савезној држави Баварска у округу Ландсберг ам Лех. Општина се налази на надморској висини од 702 метра. Површина општине износи 19,7 km². У самом мјесту је, према процјени из 2010. године, живјело 1.486 становника. Просјечна густина становништва износи 75 становника/km².